# ابوعلی بن موسک
 ابوعلی بن موسک هذبانی مشهور به ابوالهیجا  از سران نامدار هذبانی بود.او پس از دستگیری و زندانی کردن برادرش ابوالحسن، مدت زیادی فرمانروای اربیل بود.او در یکی از جنگ‌های صلیبی هم شرکت داشته و شجاعت زیادی از خود نشان داد. طبق نظر مینورسکی ابوالهیجا بن موسک از اخلاف ابوالهیجا هذبانی بوده است.